# Metriocnemus argentinensis
Metriocnemus argentinensis är en tvåvingeart som beskrevs av Jean-Jacques Kieffer 1917. Metriocnemus argentinensis ingår i släktet Metriocnemus och familjen fjädermyggor. Inga underarter finns listade i Catalogue of Life.